# Dendryphantes caporiaccoi
Dendryphantes caporiaccoi is een spinnensoort in de taxonomische indeling van de springspinnen (Salticidae).
Het dier behoort tot het geslacht Dendryphantes. De wetenschappelijke naam van de soort werd voor het eerst geldig gepubliceerd in 1951 door Carl Friedrich Roewer.